# 로버트 벤 가랜트

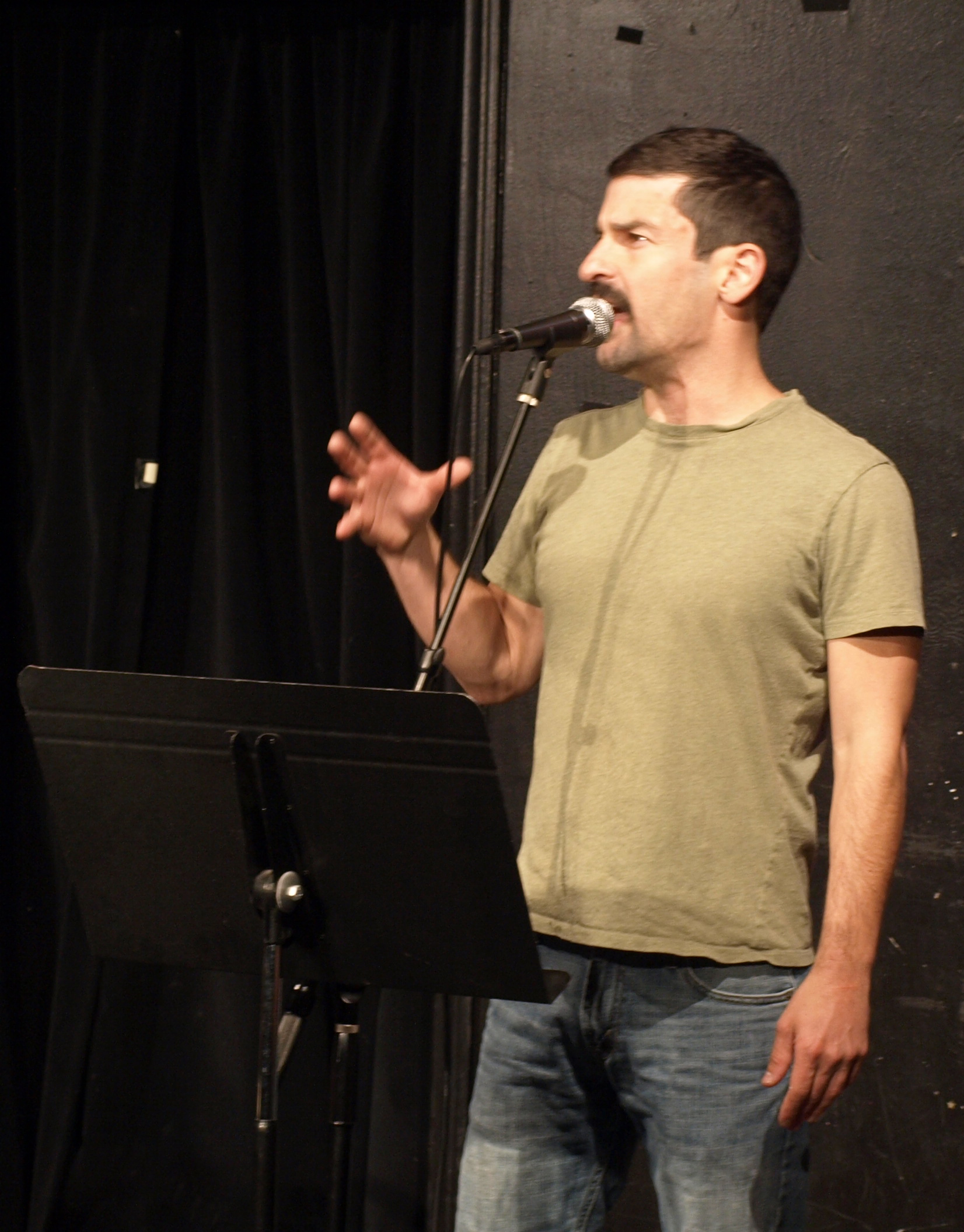

로버트 벤 거랜트(Robert Ben Garant, 1970년 9월 14일 ~ )는 미국의 각본가, 감독, 배우, 제작자이다. 토머스 레넌, 케리 케니실버와 자주 협업한다.

## 작품 목록

### 영화
- 택시: 더 맥시멈 (2004) - 각본
- 허비: 첫 시동을 걸다 (2005) - 출연(감독 역), 각본(원안), 각본
- 패시파이어 (2005) - 각본
- 렛츠 고 투 프리슨 (2006) - 각본
- 책 속에 오르가즘이 있다 (2006, Bickford Shmeckler's Cool Ideas) - 출연(대학 경비 역)
- 박물관이 살아있다! (2006) - 각본
- 르노 911! - 마이애미 (2007) - 연출, 출연, 총괄 제작
- 더 텐 (2007) - 출연
- 분노의 핑퐁 (2007) - 연출, 각본
- 박물관이 살아있다 2 (2009) - 각본, 출연
- 헬베이비 (2013) - 연출, 제작, 출연(세바스찬 신부 역)
- 박물관이 살아있다: 비밀의 무덤 (2014) - 각본(인물)
- 천재강아지 미스터 피바디 (2014) - 출연
- 제시벨 (2014) - 각본
- 더 베일 (2016) - 각본, 제작
- 베이워치: SOS 해상 구조대 (2017) - 각본(원안)
- Raising Buchanan (2019) - 출연

### 텔레비전
- 르노 911! (2003-09, 2020-현재) - 기획, 각본, 연출, 출연, 총괄 제작
- Up Close with Carrie Keagan (2007) - 본인
- 아처 (2010) - 애니메이션 목소리 출연
- 밥스 버거스 (2011) - 애니메이션 목소리 출연